# 諏訪山
諏訪山（すわやま）は、群馬県多野郡上野村にある標高1,549 mの山である。日本山岳会が選定した日本三百名山の一つ。

## アクセス
国道299号（西上州やまびこ街道 / 武州街道）から群馬県道124号上野小海線に入り、楢原登山口から小倉山を経由するか、浜平登山口（浜平鉱泉）から湯ノ沢を遡行する。
前衛峰の三笠山はロープや梯子による登降があるため、注意が必要である。

## 三角点
- 種別等級：三等三角点
- 点名：諏訪山
- 地形図：長野-十石峠
- 所在地：-
- 標高：1,549.41 m

## 参考画像

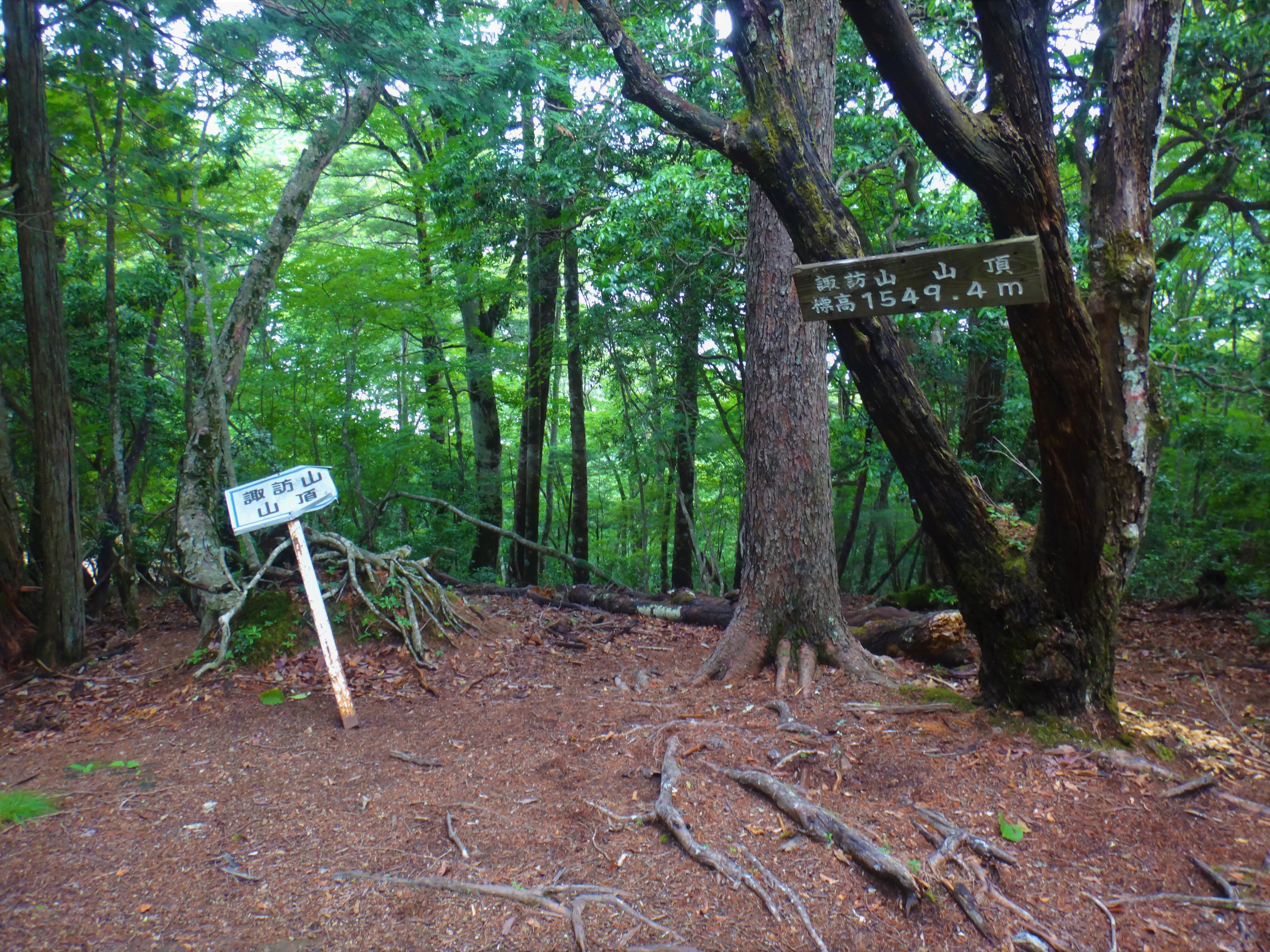
諏訪山山頂
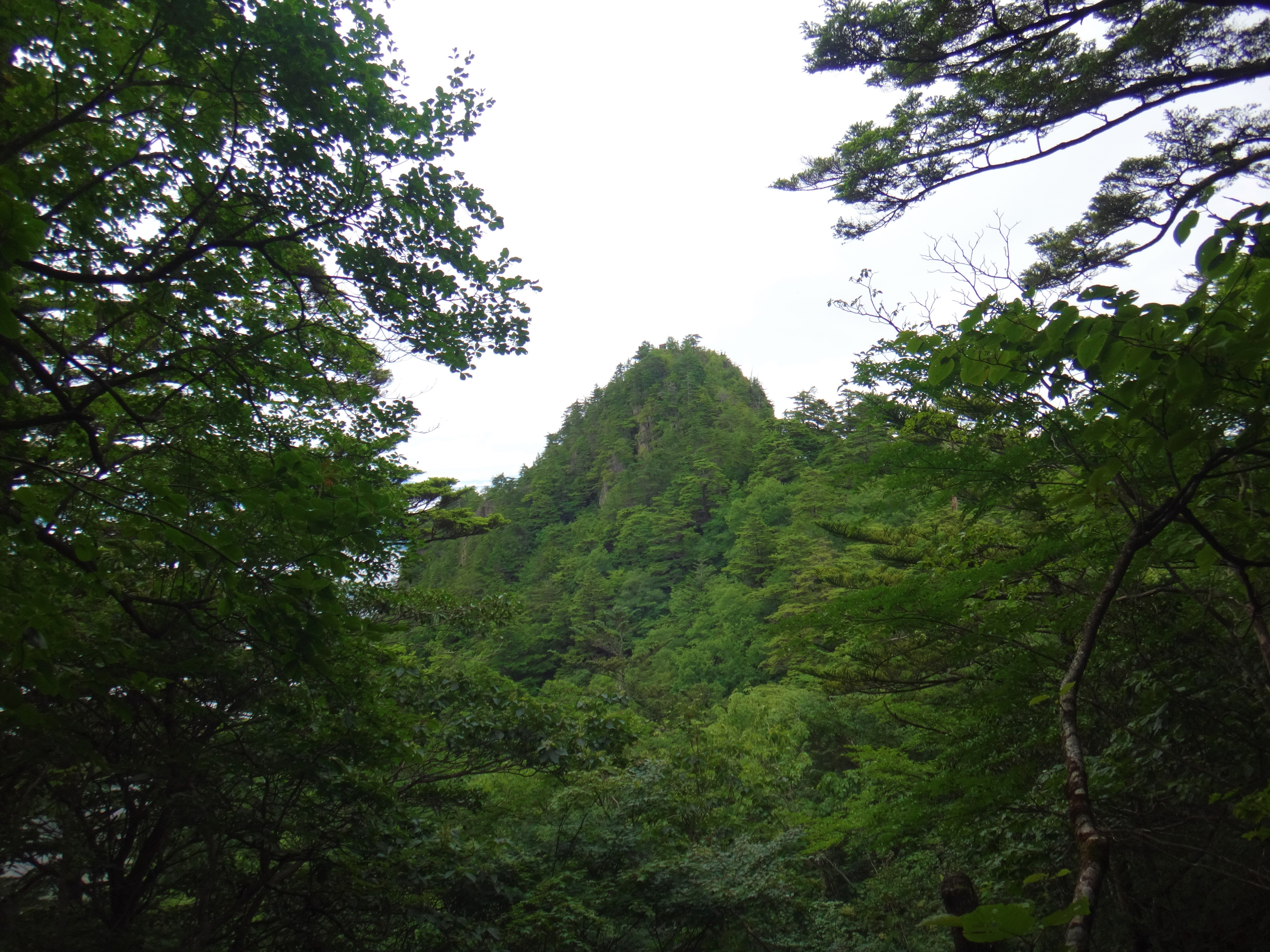
諏訪山方面から見た三笠山
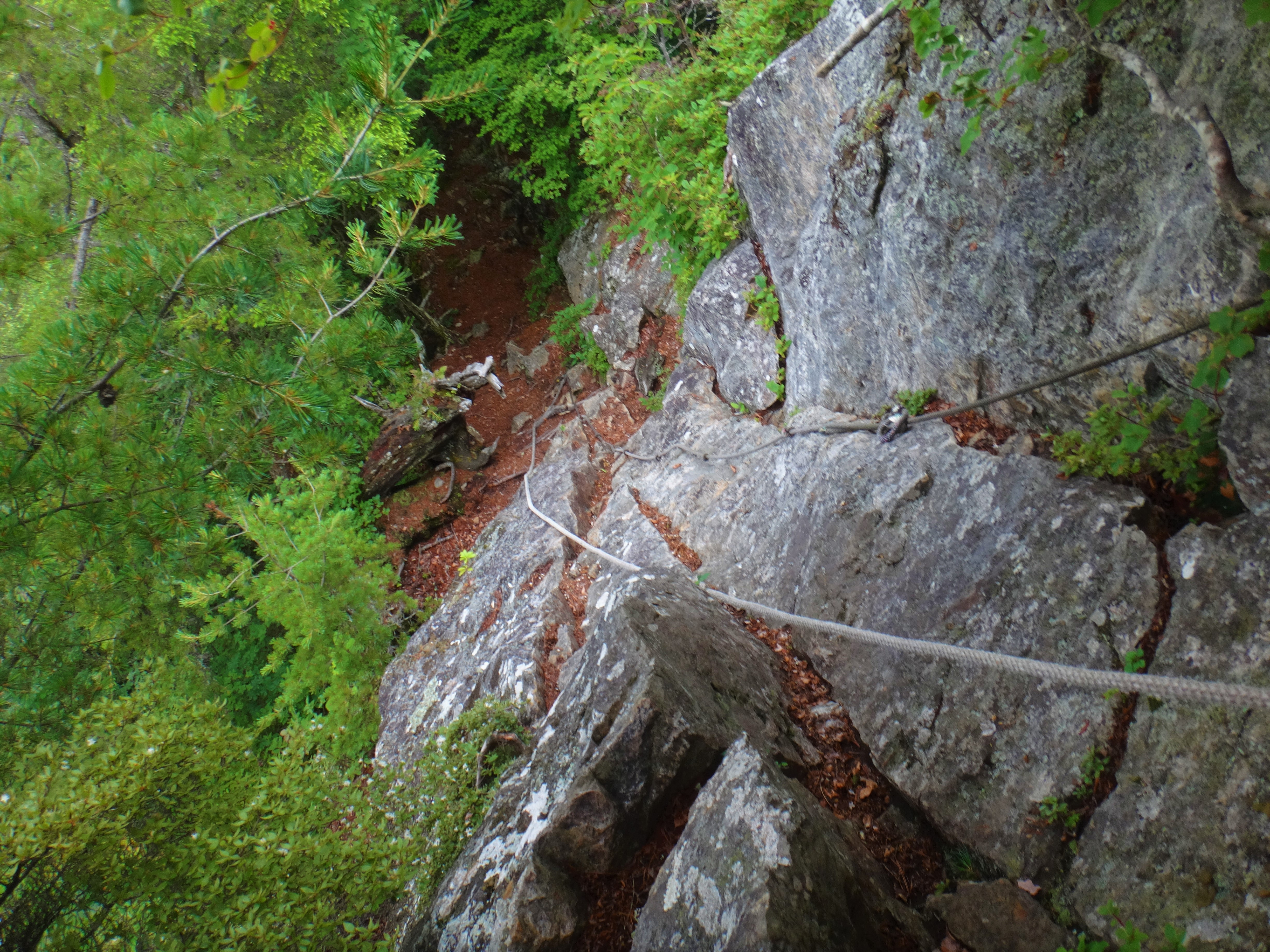
三笠山の急坂
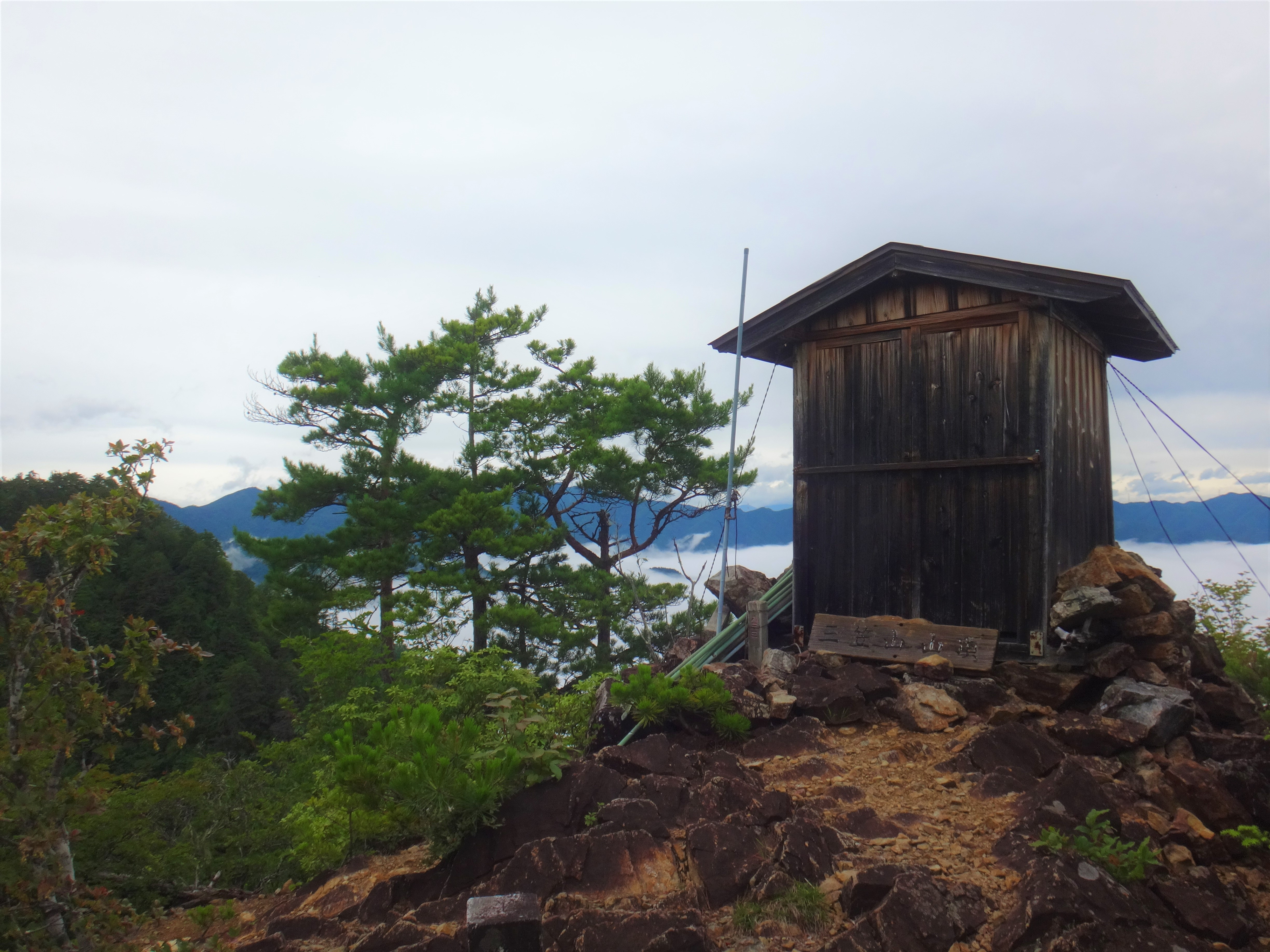
三笠山山頂の祠
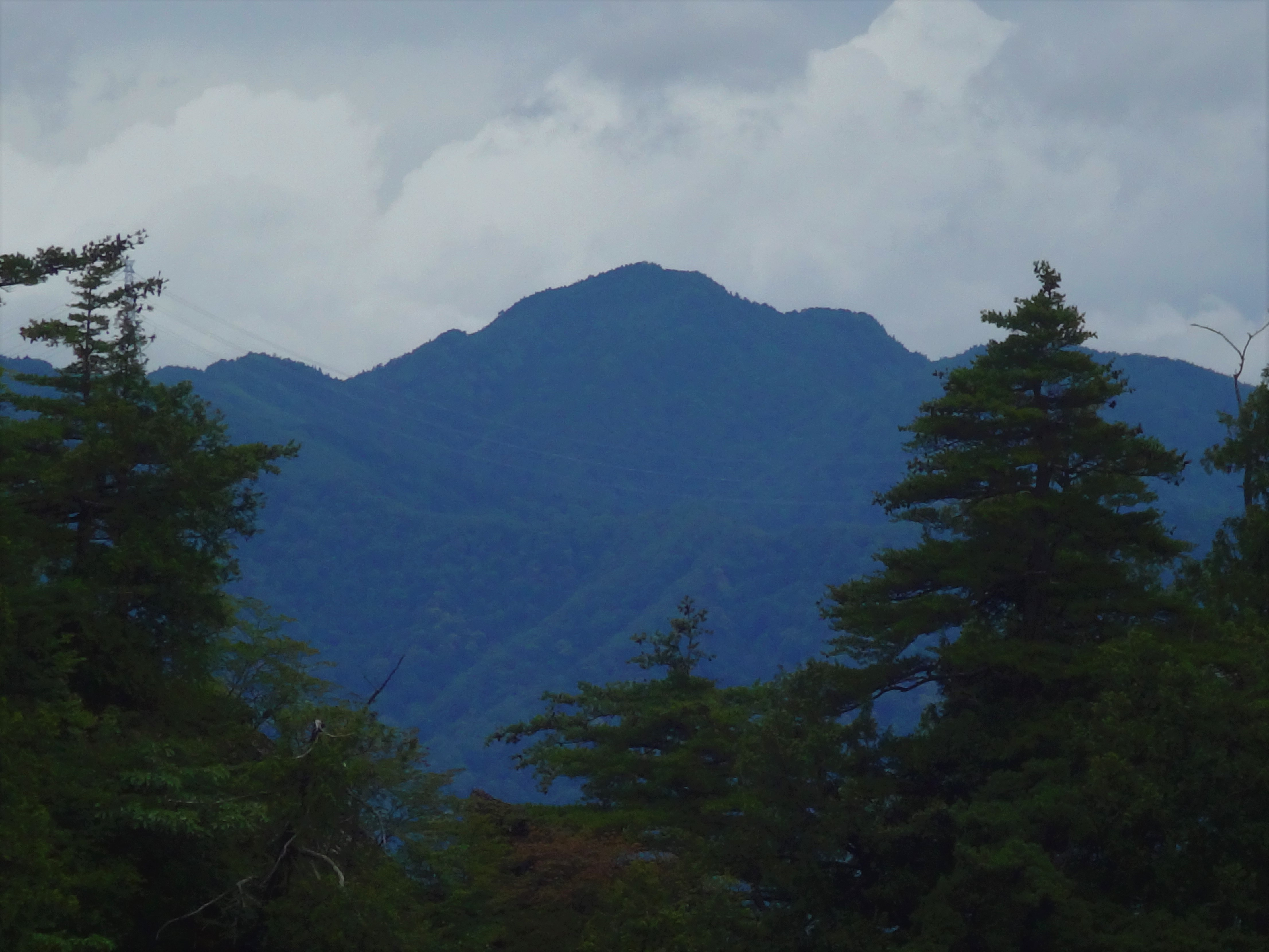
三笠山からの御座山
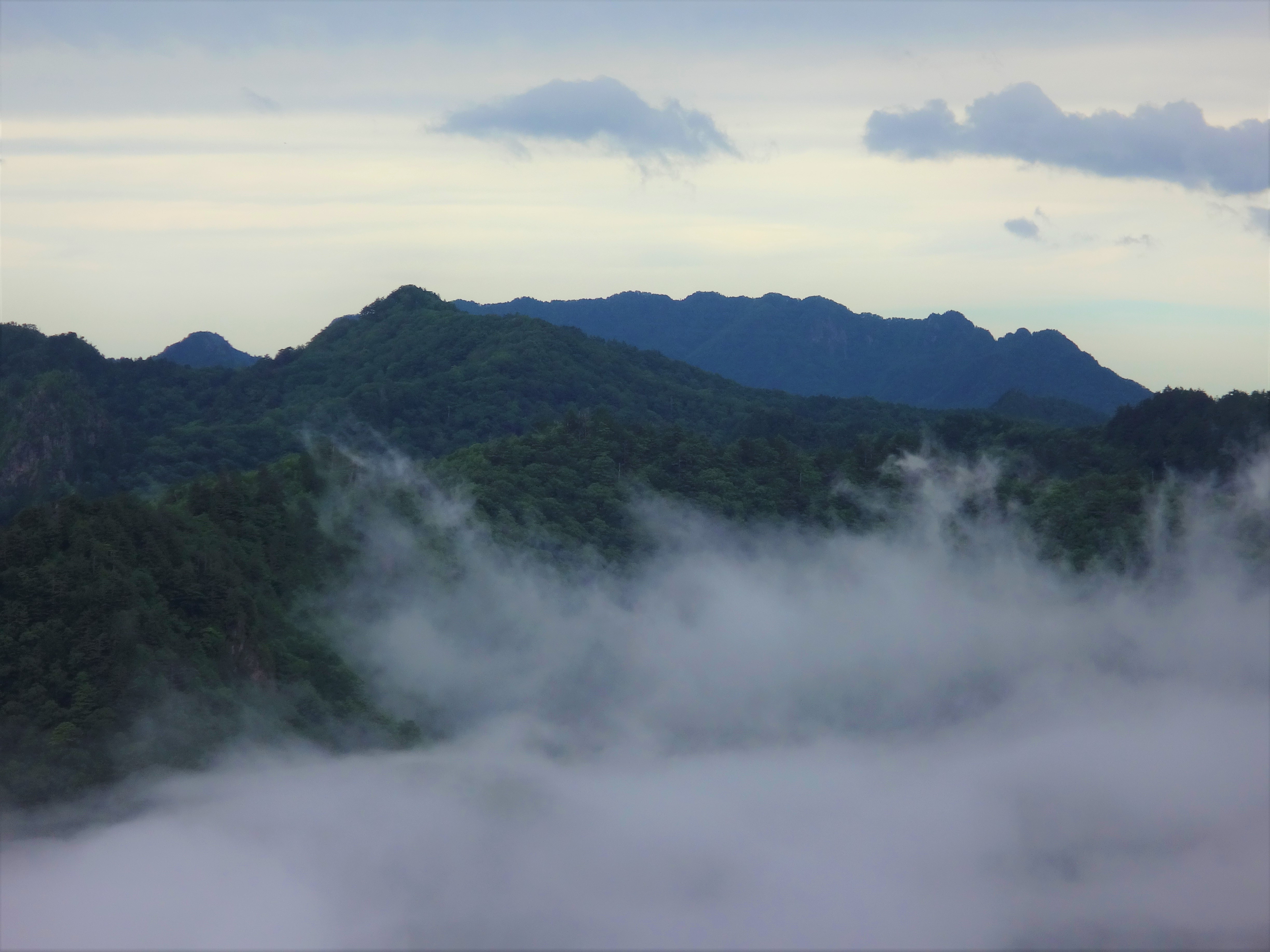
三笠山からの両神山
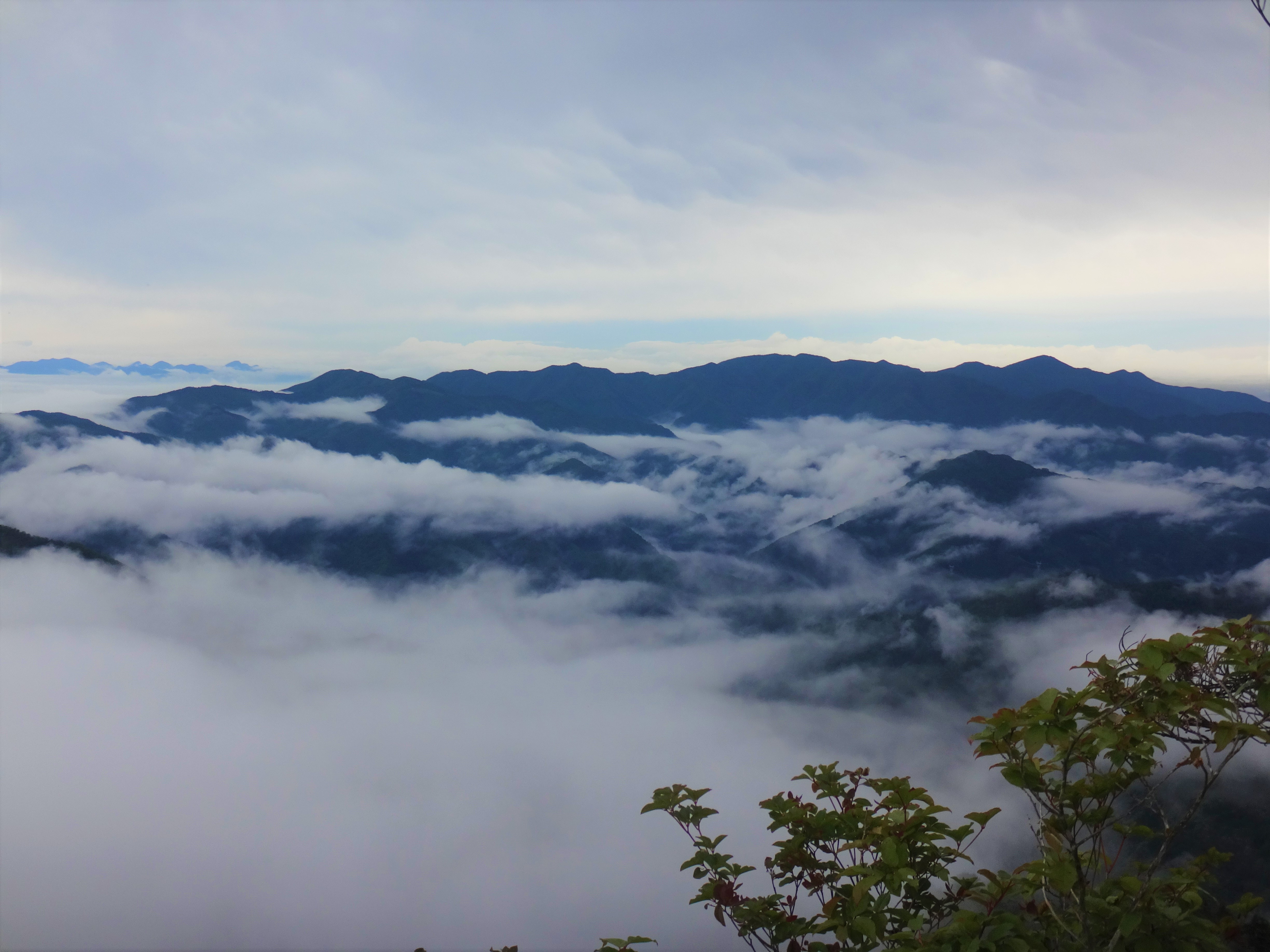
三笠山から赤久縄山・御荷鉾山を望む（左奥は榛名山）
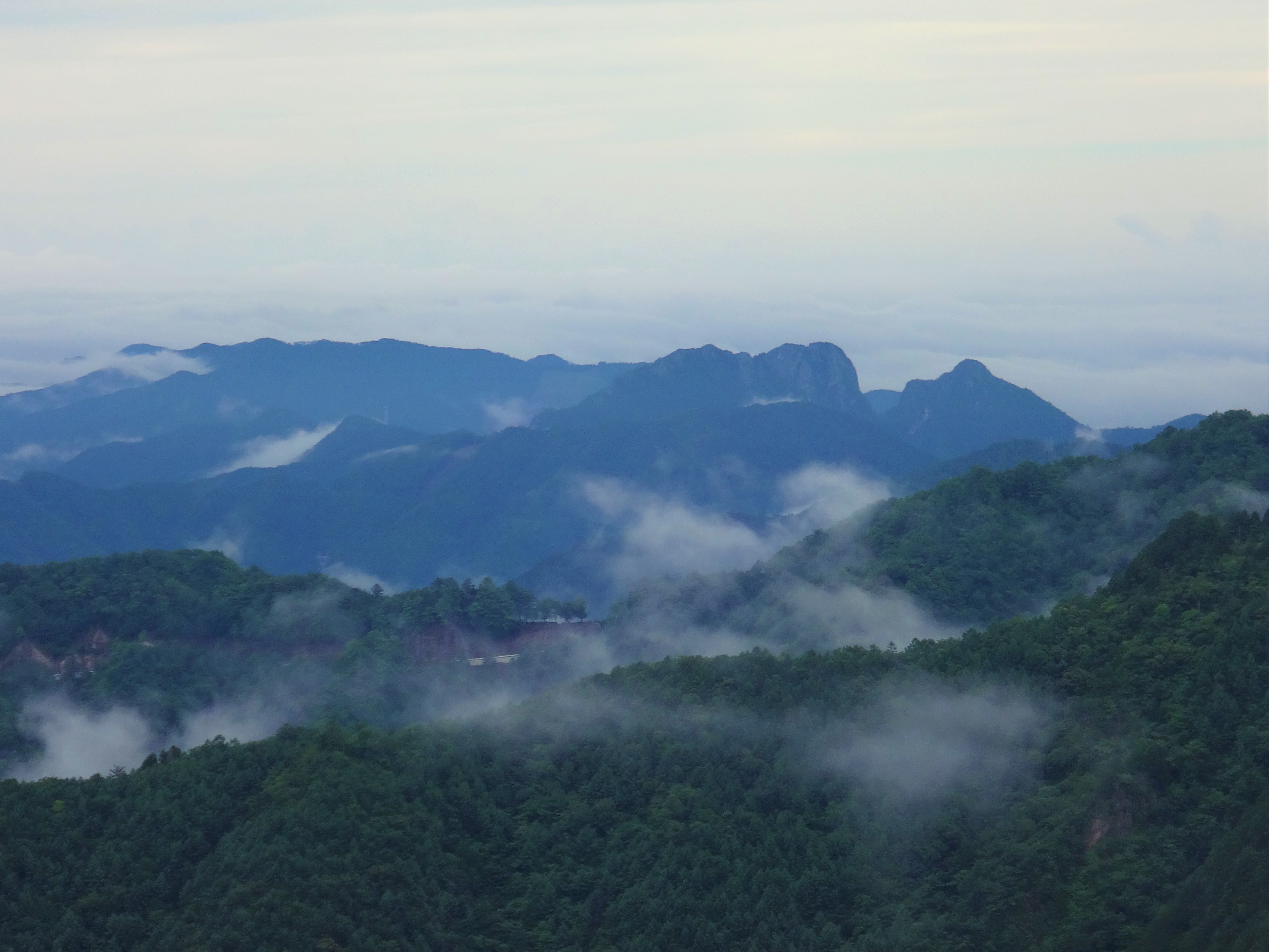
三笠山からの二子山